# آدم جونز (لاعب اللاكروس)
آدم جونز هو لاعب اللاكروس كندي، ولد في 31 يوليو 1989 في أوين ساوند في كندا.